# 基彻尔
基彻尔（德語：Kitzscher，發音：[ˈkɪtʃɐ]）是德国萨克森州莱比锡县的城市，面积29.04平方千米，2023年12月31日人口为5,243人。